# خانواده زبان اشاره آلمانی
خانواده زبان اشاره آلمانی یک خانواده زبانی کوچک اشاره است که زبان اشاره آلمانی، زبان اشاره لهستانی و احتمالاً زبان اشاره اسرائیلی را در بر می‌گیرد. آخری از زبان اشاره اتریشی تأثیرات فراوانی پذیرفته‌است که به این خانواده ربطی ندارد و بدین ترتیب نمی‌توان تبار آن را به راحتی مشخص کرد.